# 彭孫遹
彭孫遹（1631年—1700年），字駿孫，號羨門，又號金粟山人。浙江海鹽縣人，清朝初年政治人物、詩人、學者。
彭孫遹出身海鹽世族，幼即能詩。順治末年中進士，官中書舍人，因事去職。康熙十八年（1679年），朝廷特開博學鴻詞科，網羅天下遺賢，彭孫遹受薦應試，獲第一等第一名，歷任翰林院編修、侍講等職，官至吏部右侍郎兼翰林院掌院學士，總裁《明史》纂修。彭孫遹工詩詞文賦，作品風行海內，與王士禛並稱「彭王」。有《松桂堂全集》等傳世。

## 家世
彭孫遹家族爲海鹽當地望族，明初即以戰功而顯赫。自曾祖紹賢以降，能文者極多，更不乏科舉入仕、位居高官者。
彭孫遹祖父彭宗孟，由萬曆進士，官至河南道監察御史；父彭原廣，邑庠生，以德行、文章著稱，死於清初兵亂；叔父彭期生，萬曆進士，隆武帝時官至太僕寺卿，以江西布政使守赣州，城破身死；堂兄彭孫貽尋訪期生遗骸不得，不交人事二十年，終因哀毀離世。

## 生平
彭孫遹少年颖悟，順治十六年（1659年）成己亥科進士，授中書舍人。顺治十八年（1661年），因“江南奏銷案”落職。
康熙十八年（1679年），朝廷爲籠絡士人，特開博學鴻詞科，詔命中外諸臣廣搜幽隱，推薦上京。三月朔日，召試太和殿，發賦、詩題目各一，并在體仁閣下賜宴，恩榮極備。試後，聖祖親拔彭孫遹爲一等第一名，授翰林院編修。歷官國子監司業，升侍讀。官至吏部左侍郎，兼翰林院學士，充經筵講官。《明史》久未修成，聖祖命其爲總裁。
康熙三十九年（1700年），彭孫遹年屆七十，致仕歸里，聖祖賜其御書「松桂堂」匾額，彭孫遹遂以此爲自己文集命名。《清史稿·文苑》有傳。

## 著作
工詞章，《清诗纪事初编》评说：“各体皆备，世独赏其香奁艳体”，《清稗類鈔》称其“才富学赡，王阮亭、朱竹垞皆自叹不如”，谭莹在《论词绝句》中推崇彭孙遹：“大科名重千秋在，开国填词第一人。”與王士禛齊名，號“彭王”，存詩1500首。晚年自選《松桂堂全集》，另有《廷露詞》、《金粟詞話》等。

## 延伸阅读
[在维基数据编辑]
 《清史稿·卷271》
 《清史稿/卷484》，出自趙爾巽《清史稿》